# Illuminate World Tour
A Illuminate World Tour foi a segunda tour a solo do cantor canadense Shawn Mendes, em apoio ao seu segundo álbum de estúdio Illuminate (2016). A tour começou em SSE Hydro, Glasgow, em 27 de abril de 2017, e foi concluída em Tóquio no Fórum Internacional de Tóquio em 18 de dezembro de 2017.

## Antecedentes e desenvolvimento
Após o enorme sucesso da Shawn Mendes World Tour, Shawn Mendes foi a atração principal de sua primeira tour em todas as arenas. Mendes iniciou sua turnê na Europa para 21 shows, e na América do Norte foi definida para 29 shows.
A 22 de fevereiro de 2017, Charlie Puth foi anunciado como o ato de abertura da perna norte-americana da turnê, e o Rock in Rio anunciou Shawn Mendes como artista integrante no cartaz do festival no Rio de Janeiro.

## Críticas
Num artigo crítico do concerto do London Evening Standard, Matilda Egere-Cooper elogiou a sua voz e sua capacidade de tornar o concerto agradável e significativo ao mesmo tempo, enquanto escrevia, "ele tem uma voz adorável e comovente, uma reminiscência de Justin Timberlake, com um alguns traços de Ed Sheeran. Depois, há a sua musicalidade, não apenas tocando junto com uma banda de quatro músicos, mas duas vezes no piano. A segunda veio no final do show em Treat You Better, que eventualmente desceu para a laje de brilho pop que é conhecida." A revisão premiou o concerto com 4 de 5 estrelas. Ryan Potter do Toronto Star escreveu: "Mendes realmente se apresentou como se este fosse um show tudo ou nada para ele, não apenas no quarto mês de uma tour mundial de nove meses", ao mesmo tempo que notou como Mendes ainda arrasta para os seus concertos a mesma multidão ansiosa que ele teve na última vez que tocou no Air Canada Centre, avaliando o concerto em 3 de 4 estrelas. Sadie Bell da Billboard elogiou suas "transições perfeitas de guitarras acústicas e elétricas para piano, junto com seus vocais impressionantemente consistentes e a sua alta energia". Bell termina dizendo que estava claro que Mendes estava "destinado a ser muito mais do que um fenómeno da Internet".

## Setlist
A seguinte setlist, retirada da primeira atuação da tour, em Newark no dia 17 de agosto de 2017, conta com 19 músicas: 12 de seu segundo álbum, Illuminate (2016); 7 de seu álbum de estreia, Handwritten (2015) e 1 cover da música Castle on the Hill do artista britânico Ed Sheeran. Esta setlist não representa o repertório em todos os concertos da tour.
1. "There's Nothing Holdin' Me Back"
2. "Lights On"
3. "I Don't Even Know Your Name" / "Aftertaste" / "Kid in Love"
4. "I Want You Back"
5. "The Weight"
6. "A Little Too Much"
7. "Stitches"
8. "Bad Reputation"
9. "Ruin"
10. "Castle on the Hill" / "Life of the Party"
11. "Three Empty Words"
12. "Patience"
13. "Roses"
14. "No Promises"
15. "Understand"
16. "Don't Be a Fool"
17. "Mercy"
18. "Never Be Alone"

Encore
1. "Treat You Better"

## Data dos concertos
| Date               | City             | Country       | Venue                           | Opening act    | Attendance                 | Revenue     |
| Europe             | Europe           | Europe        | Europe                          | Europe         | Europe                     | Europe      |
| ------------------ | ---------------- | ------------- | ------------------------------- | -------------- | -------------------------- | ----------- |
| April 27, 2017     | Glasgow          | Scotland      | SSE Hydro                       | James TW       | 11,143 / 11,143            | $573,111    |
| April 28, 2017     | Manchester       | England       | Manchester Arena                | James TW       | 14,899 / 14,899            | $749,022    |
| April 30, 2017     | Oberhausen       | Germany       | König Pilsener Arena            | James TW       | 10,271 / 10,271            | $534,232    |
| May 1, 2017        | Amsterdam        | Netherlands   | Ziggo Dome                      | James TW       | 12,376 / 12,376            | $568,762    |
| May 3, 2017        | Berlin           | Germany       | Mercedes-Benz Arena             | James TW       | 11,817 / 11,817            | $590,190    |
| May 4, 2017        | Vienna           | Austria       | Wiener Stadthalle               | James TW       | 10,725 / 10,725            | $557,400    |
| May 6, 2017        | Milan            | Italy         | Mediolanum Forum                | James TW       | 9,531 / 9,531              | $512,040    |
| May 9, 2017        | Madrid           | Spain         | WiZink Center                   | James TW       | 7,982 / 7,982              | $474,788    |
| May 10, 2017       | Lisbon           | Portugal      | Altice Arena                    | James TW       | 12,474 / 12,474            | $606,913    |
| May 12, 2017       | Barcelona        | Spain         | Palau Sant Jordi                | James TW       | 11,202 / 11,202            | $644,300    |
| May 14, 2017       | Zürich           | Switzerland   | Hallenstadion                   | James TW       | 12,063 / 13,000            | $799,372    |
| May 15, 2017       | Munich           | Germany       | Olympiahalle                    | James TW       | 10,990 / 10,990            | $568,347    |
| May 17, 2017       | Stockholm        | Sweden        | Ericsson Globe                  | James TW       | 11,342 / 11,342            | $624,676    |
| May 19, 2017       | Oslo             | Norway        | Telenor Arena                   | James TW       | 8,007 / 8,007              | $700,236    |
| May 21, 2017       | Copenhagen       | Denmark       | Forum Copenhagen                | James TW       | 7,038 / 7,038              | $444,581    |
| May 22, 2017       | Hamburg          | Germany       | Barclaycard Arena               | James TW       | 11,985 / 12,988            | $633,485    |
| May 24, 2017       | Paris            | France        | AccorHotels Arena               | James TW       | 11,037 / 11,037            | $722,458    |
| May 27, 2017       | Brussels         | Belgium       | Palais 12                       | James TW       | 9,242 / 9,242              | $452,694    |
| May 30, 2017       | Dublin           | Ireland       | 3Arena                          | James TW       | 8,674 / 8,674              | $641,209    |
| June 1, 2017       | London           | England       | The O2 Arena                    | James TW       | 31,942 / 32,228            | $1,535,870  |
| June 2, 2017       | London           | England       | The O2 Arena                    | James TW       | 31,942 / 32,228            | $1,535,870  |
| North America      |                  |               |                                 |                |                            |             |
| July 6, 2017       | Portland         | United States | Moda Center                     | Charlie Puth   | 12,718 / 12,718            | $563,506    |
| July 8, 2017       | Vancouver        | Canada        | Rogers Arena                    | Charlie Puth   | 11,944 / 12,578            | $658,946    |
| July 9, 2017       | Seattle          | United States | KeyArena                        | Charlie Puth   | 11,655 / 11,827            | $571,611    |
| July 11, 2017      | Oakland          | United States | Oracle Arena                    | Charlie Puth   | 13,798 / 13,798            | $797,363    |
| July 12, 2017      | Los Angeles      | United States | Staples Center                  | Charlie Puth   | 13,445 / 13,610            | $812,975    |
| July 14, 2017      | San Diego        | United States | Valley View Casino Center       | Charlie Puth   | 10,354 / 10,486            | $507,726    |
| July 15, 2017      | Glendale         | United States | Gila River Arena                | Charlie Puth   | 13,310 / 13,310            | $584,916    |
| July 17, 2017      | Denver           | United States | Pepsi Center                    | Charlie Puth   | 11,958 / 12,286            | $532,151    |
| July 19, 2017      | Dallas           | United States | American Airlines Center        | Charlie Puth   | 12,996 / 13,434            | $680,395    |
| July 21, 2017      | San Antonio      | United States | AT&T Center                     | Charlie Puth   | 13,310 / 13,310            | $573,043    |
| July 22, 2017      | Houston          | United States | Toyota Center                   | Charlie Puth   | 11,748 / 11,748            | $580,149    |
| July 25, 2017      | Tampa            | United States | Amalie Arena                    | Charlie Puth   | 12,479 / 12,479            | $552,602    |
| July 26, 2017      | Miami            | United States | American Airlines Arena         | Charlie Puth   | 13,177 / 13,177            | $629,472    |
| July 28, 2017      | Orlando          | United States | Amway Center                    | Charlie Puth   | 12,233 / 12,233            | $619,430    |
| July 29, 2017      | Duluth           | United States | Infinite Energy Arena           | Charlie Puth   | 10,319 / 10,319            | $582,086    |
| July 31, 2017      | Nashville        | United States | Bridgestone Arena               | Charlie Puth   | 13,558 / 13,558            | $718,875    |
| August 2, 2017     | Cleveland        | United States | Quicken Loans Arena             | Charlie Puth   | 12,811 / 12,811            | $636,823    |
| August 3, 2017     | Rosemont         | United States | Allstate Arena                  | Charlie Puth   | 13,000 / 13,000            | $761,528    |
| August 5, 2017     | Omaha            | United States | CenturyLink Center Omaha        | Charlie Puth   | 12,456 / 12,456            | $571,515    |
| August 6, 2017     | Saint Paul       | United States | Xcel Energy Center              | Charlie Puth   | 14,105 / 14,105            | $766,872    |
| August 11, 2017    | Toronto          | Canada        | Air Canada Centre               | Charlie Puth   | 27,972 / 27,972            | $1,579,750  |
| August 12, 2017    | Toronto          | Canada        | Air Canada Centre               | Charlie Puth   | 27,972 / 27,972            | $1,579,750  |
| August 14, 2017    | Montreal         | Canada        | Bell Centre                     | Charlie Puth   | 15,427 / 15,427            | $963,863    |
| August 16, 2017    | Brooklyn         | United States | Barclays Center                 | Charlie Puth   | 13,687 / 13,687            | $741,191    |
| August 17, 2017    | Newark           | United States | Prudential Center               | Charlie Puth   | 12,541 / 12,541            | $663,481    |
| August 19, 2017    | Washington, D.C. | United States | Capital One Arena               | Charlie Puth   | 13,531 / 13,531            | $741,522    |
| August 20, 2017    | Pittsburgh       | United States | PPG Paints Arena                | Charlie Puth   | 12,989 / 12,989            | $627,641    |
| August 22, 2017    | Philadelphia     | United States | Wells Fargo Center              | Charlie Puth   | 14,028 / 14,028            | $731,611    |
| August 23, 2017    | Boston           | United States | TD Garden                       | Charlie Puth   | 13,065 / 13,065            | $771,325    |
| Latin America      |                  |               |                                 |                |                            |             |
| September 16, 2017 | Rio de Janeiro   | Brazil        | Barra Olympic Park              | N/A            | N/A                        | N/A         |
| Oceania            |                  |               |                                 |                |                            |             |
| November 25, 2017  | Auckland         | New Zealand   | Spark Arena                     | Julia Michaels | N/A                        | N/A         |
| November 29, 2017  | Brisbane         | Australia     | Brisbane Entertainment Centre   | Julia Michaels | 8,526 / 8,526              | $558,964    |
| December 1, 2017   | Sydney           | Australia     | Qudos Bank Arena                | Julia Michaels | 12,747 / 12,931            | $805,283    |
| December 3, 2017   | Melbourne        | Australia     | Rod Laver Arena                 | Julia Michaels | 11,277 / 11,277            | $764,253    |
| December 6, 2017   | Perth            | Australia     | Perth Arena                     | Julia Michaels | 7,219 / 7,380              | $456,597    |
| Asia               |                  |               |                                 |                |                            |             |
| December 9, 2017   | Singapore        | Singapore     | The Star Performing Arts Centre | N/A            | N/A                        | N/A         |
| December 11, 2017  | Bangkok          | Thailand      | IMPACT Arena                    | N/A            | N/A                        | N/A         |
| December 13, 2017  | Hong Kong        | Hong Kong     | AsiaWorld–Expo                  | N/A            | N/A                        | N/A         |
| December 18, 2017  | Tokyo            | Japan         | Tokyo International Forum       | N/A            | N/A                        | N/A         |
| Total              | Total            | Total         | Total                           | Total          | 750,463 / 754,903 (99.39%) | $35,041,151 |

## Concertos cancelados
| Date               | City        | Country | Venue              | Reason                         |
| ------------------ | ----------- | ------- | ------------------ | ------------------------------ |
| September 20, 2017 | Mexico City | Mexico  | Auditorio Nacional | 2017 Central Mexico earthquake |